# Vuelo 342 de Aerolíneas Argentinas
El 20 de febrero de 1981, el vuelo 342 de Aerolíneas Argentinas, operado por un Boeing 707-387B, estuvo a punto de impactar contra la antena de transmisión de la Torre Norte del World Trade Center en Nueva York durante su aproximación al Aeropuerto John F. Kennedy (JFK). La intervención del controlador aéreo evitó el impacto con menos de 90 segundos de distancia entre el avión y la torre.

## Historia del vuelo
El vuelo 342 partió de Buenos Aires a las 08:00 AM, con escalas programadas en Guayaquil y Miami. Tras despegar de Miami alrededor de las 6:30 PM, se dirigió a Nueva York con una hora estimada de llegada a las 9:00 PM (hora del Este). Sin embargo, debido a condiciones meteorológicas adversas —nubes densas y lluvia—, la visibilidad era limitada.
Durante la aproximación al Aeropuerto Internacional JFK, la tripulación recibió instrucciones para descender a 2.700 pies, pero interpretaron erróneamente la orden y descendieron a 1500 pies. En ese momento, el avión se encontraba en rumbo de colisión con la antena de transmisión situada en la cima de la Torre Norte del World Trade Center, cuya altura total era de 1.730 pies.
El controlador aéreo Donald Zimmerman, del centro TRACON de Nueva York, detectó en el radar que el avión descendía a una altitud peligrosa. La alerta automática de proximidad al terreno (GPWS) se activó, y Zimmerman contactó a la tripulación, preguntando por su altitud. Al confirmar que volaban a 1.500 pies, ordenó de inmediato: "Argentine 342, gire a la derecha de inmediato y establezca rumbo 180°". Segundos después, añadió: "Argentine 342, ascienda, ascienda de inmediato, mantiene a 3000 pies".
La tripulación ejecutó un giro brusco a la derecha y comenzó un ascenso rápido. El Boeing 707 se alejó de Manhattan y estabilizó su altitud a 3000 pies, evitando el desastre con un margen de menos de 90 segundos. Posteriormente, completó una nueva aproximación y aterrizó sin inconvenientes en JFK.

## Consecuencias
Tras el incidente, Zimmerman tomó licencia por trauma, una práctica común tras eventos de alto estrés. La Administración Federal de Aviación (FAA) inició una investigación sobre lo ocurrido. Días después, The New York Times publicó un artículo destacando la rápida acción de Zimmerman y cuestionando la seguridad operativa de Aerolíneas Argentinas. El congresista de Nueva York Jonathan B. Bingham solicitó una revisión de los procedimientos de aproximación en aeropuertos congestionados como JFK.